# Mauro Jöhri
Frei Mauro Jöhri O.F.M.Cap. (Bivio, 1 de setembro de 1947) é frade e teólogo suíço. É ministro-geral da Ordem dos Frades Menores Capuchinhos desde 2006. Também é professor de Teologia.
Jöhri entrou para a Ordem dos Frades Menores Capuchinhos em 1964 e fez seu noviciado em Arco, Itália. Após um ano em Sondrio, Itália, estudou teologia no instituto da ordem em Solothurn, Suíça. Foi ordenaodo presbítero em 1972 e continuou seus estudos nas universidades de Friburgo, Suíça, e Tubinga, na Alemanha, e na Faculdade Teológica de Lucerna, Suíça, onde obteve doutorado com uma dissertação sobre a obra de Hans Urs von Balthasar, em 1980.
Foi guardião do convento de Nossa Senhora do Sasso, em Lugano, professor de religião na escola cantonal, presidente da Comissão do Plano Pastoral da Conferência Episcopal Suíça, professor na Faculdade Teológica de Coira e professor encarregado na Faculdade de Teologia de Lugano.
Frei Mauro foi eleito superior da região italiana da Suíça em 1989 e, em 1995, provincial da Província Suíça dos Capuchinhos. Ao completar seu provincialado, continuou sua formação no Institut de Formation Humaine Intégrale em Montreal, Canadá. Em 2005, os capuchinhos suíços o escolheram para mais um mandato como seu provincial. Em 5 de setembro de 2006, no capítulo geral da ordem em Roma, Jöhri foi eleito ministro-geral, sucedendo ao canadense frei John Corriveau, que guiou a ordem por doze anos. Em 27 de agosto de 2012, foi reeleito para um segundo mandato, que se finda em 2018.